# Tyresåns søsystem
Tyresåns søsystem er et antal søer med fælles afvandingsområde, hovedsageligt   i Huddinge, Haninge, Stockholm, og Tyresö kommuner i Stockholms län i Sverige. Afvandingsområdet som også omfatter midre dele af Botkyrka och Nackaer på 240 km². Søsystemet har to udløb  i Østersøen, begge i Tyresö, det ene fra Fatburen via Follbrinksströmmen ned til Tyresö slot ved Kalvfjärden og det andet udløb fra Albysjön via Uddby kvarn til Uddbyviken i Kalvfjärden.

## Søerne i Tyresåns søsystem
| - Albysjön, Tyresö - Barnsjön - Bylsjön - Dammträsk - Drevviken - Fatburen, Tyresö - Flaten - Grändalsjön - Gömmaren - Hacksjön - Kvarnsjön, Gladö | - Kvarnsjön, Lissma - Kärrsjön - Lissmasjön - Lycksjön - Långsjön, Skälsätra-Tutviken - Magelungen - Mörtsjön, Huddinge - Nedre Rudasjön - Orlången - Ormputten - Ramsjön | - Rudträsket - Svartsjön, Haninge - Trehörningen, Hanveden - Trehörningen, Sjödalen, Huddinge. - Trylen - Träsket, Haninge - Tyresö-Flaten - Ådran - Ågestasjön - Övre Rudasjön - Udløb: Kalvfjärden i Østersøen. |

## Vandløb i Tyresåns søsystem
| - Balingsholmsån - Djupån - Fullerstaån - Follbrinkströmmen - Forsån | - Gammelströmmen - Gudöån - Kräppladiket - Kvarnbäcken - Lissmaån | - Norrån - Nyfors - Orlångsån - Vendelsån - Ådranbäcken |